# 柳州路 (元朝)
柳州路，元朝时设置的路。
唐太宗贞观八年（634年），改南昆州为柳州。元朝至元十四年（1277年）改柳州为柳州路。属湖广行中书省，治所在马平县（今广西壮族自治区柳州市）。辖境相当今广西柳州市、柳城县、鹿寨县等地。下辖马平县、柳城县、洛容县等州县。明朝洪武年间改为柳州府。